# 3546 Атанасов
3546 Атанасов (енгл. 3546 Atanasoff) је астероид главног астероидног појаса са средњом удаљеношћу од Сунца која износи 2,696 астрономских јединица (АЈ).
Апсолутна магнитуда астероида је 12,7.